# James Sisnett
James Emmanuel Sisnett (Saint George, 22 februari 1900 – Christ Church, 23 mei 2013) uit Barbados was bij zijn overlijden de oudste gevalideerde levende mens van dat eiland, de oudste man van het westelijk halfrond en de op een na oudste gevalideerde levende man ter wereld. Samen met de Japanner Jiroemon Kimura was Sisnett de enige nog in levende zijnde man die geboren werd in de 19e eeuw. Hij was bovendien de laatste levende man geboren in het jaar 1900.
Sisnett werd in 1900 geboren op het eiland Barbados, waar hij steeds heeft gewoond. Hij werkte als smid, tot hij in 1970 met pensioen ging. In 1923 huwde hij met Anita Dowling, die echter al in 1937 overleed. Ze hadden samen vijf kinderen. In 1942 huwde hij voor een tweede maal. Samen met zijn tweede vrouw kreeg hij nog eens zes kinderen. Sisnett kwam uit een sterk geslacht: twee van zijn zussen rondden de kaap van 100 jaar, en nog eens twee andere haalden die net niet, want zij overleden respectievelijk op hun 98e en 99e.
Op 106-jarige leeftijd onderging hij nog een oogbehandeling om cataract te laten verwijderen.
Hij stierf op 23 mei 2013 in zijn slaap, en bereikte daarmee uiteindelijk de bijzonder hoge leeftijd van 113 jaar en 90 dagen.